# Nyctiphanes
Nyctiphanes is een geslacht van kreeftachtigen uit de familie van de Euphausiidae.

## Soorten
- Nyctiphanes australis G.O. Sars, 1883
- Nyctiphanes capensis Hansen, 1911
- Nyctiphanes couchii (Bell, 1853)
- Nyctiphanes simplex Hansen, 1911